# Нонуя
Нонуя (Nononota, Nonuya) — почти исчезнувший язык, на котором говорят в деревне Пенья-Роха муниципалитета Пуэрто-Сантандер департамента Амасонас в Колумбии, а также в округе Путумайо провинции Майнас региона Лорето в Перу. Община нонуя недавно восстановилась, и теперь пытается восстановить свою культуру через активизацию своего языка.